# Alfred Pichler
Alfred Pichler (Oštrelj, 18. prosinca 1913. – Banja Luka, 17. svibnja 1992.) bio je banjolučki biskup. 

## Životopis
Podrijetlom je iz austrijske obitelji iz Tirola. Rođen je u Oštrelju kod Bosanskog Petrovca 1913. godine, gdje mu je otac djelovao kao radnik. Materinski jezik bio mu je njemački. Zaređen je za svećenika u Sarajevu 1937. godine u dobi od 23 godine.
Za vrijeme rata spasio je veći broj prognanih Srba. Nakon rata bio je najprije župnik u Novom Martincu te poslije u Bosanskom Aleksandrovcu. Sa svojom majkom Matildom našao se u komunističkom logoru za Nijemce u Novoj Topoli. Uhićen je 28. svibnja 1945. godine. Za vrijeme tamničenja smješten je s majkom da živi u svinjcu. Ostao je u logoru do 17. ožujka 1946. godine. Nakon puštanja iz logora bio nastavio je obnašati službu župnika u Bosanskom Aleksandrovcu.
Komunističke vlasti ga lišavaju slobode 1952.; puštaju ga iz zatvora 1954. godine. Biskup Dragutin Čelik bira ga za kapitularnog vikara banjalučke biskupije. Papa Ivan XXIII. zaređuje ga za biskupa u dobi od 46 godina, 1959. godine.
Zajedno s banjolučkim episkopom Andrejem radio je na ekumenizmu. Nakon što je u potresu 26. i 27. listopada 1969. stradala banjolučka katedrala, misa je slavljena u dvorištu porušene katedrale. Po dolasku zime, Pichler je ishodovao od banjolučkog vladike da služe misu u pravoslavnoj crkvi.
Za vrijeme Drugoga vatikanskoga sabora bio je izabran kao kandidat za liturgijsku komisiju ispred Jugoslavenske biskupske konferencije. Nakon završetka Sabora bio je, do 1970., član Vijeća za provedbu Konstitucije o liturgiji pri Svetoj Stolici. Bio je predsjednik Vijeća Biskupske konferencije za liturgiju. Kasnije je bio član Mješovite katoličko-pravoslavne komisije za ekumenizam. Bio je poliglot. Otišao je u mirovinu u dobi od 75 godina kada ga je mijenja pomoćni biskup Franjo Komarica 1989. godine. Alfred Pichler bio je svećenik 48 godina, od toga 29 godina biskup. Preminuo je u Banjoj Luci 17. svibnja, 1992. u dobi od 78 godina.

### Knjige
- Zovkić, Mato. 1986. Provedenost i provodivost II. vatikanskog sabora u vrhbosanskoj metropoliji.   Babić, Petar; Zovkić, Mato (ur.). Katolička crkva u Bosni i Hercegovini u XIX i XX stoljeću: povijesno-teološki simpozij prigodom stogodišnjice ponovne uspostave redovite hijerarhije u Bosni i Hercegovini. Vrhbosanska visoka teološka škola. Sarajevo.

### Članci
- Vukšić, Tomo. 2004. Međucrkveno i međunacionalno pitanje u djelu i misli biskupa Alfreda Pichlera (I). Crkva u svijetu. Sveučilište u Splitu - Katolički bogoslovni fakultet. Split. 39 (1): 133–159

## Vanjske poveznice
- Alfred Pichler na catholic-hierarchy.org (engl.)
- Životopis

| Prethodnik:         | Banjolučki biskup (1959. – 1989.) | Nasljednik:     |
| Josip Stjepan Garić | Banjolučki biskup (1959. – 1989.) | Franjo Komarica |